# Amos Lake (Signy Island)
Amos Lake ist ein kleiner See südlich von Thulla Point auf Signy Island, einer Insel der Südlichen Orkneyinseln im Südatlantik.
Amos Lake gehört zu den Seen Signy Islands, die intensiv studiert wurden. Radiokarbondatierungen der Grundsedimente des Sees zeigen, dass der See vor weniger als 12.000 Jahren entstand. Viele der Seen auf der Insel leiden unter von Tieren verursachter Eutrophierung (ein  überreiches Wachstum von Wasserpflanzen durch überhöhte Nährstoffwerte im Wasser), wobei Amos Lake und Heywood Lake am schwersten betroffenen sind. Im Frühling und Sommer erblüht das Wasser des Amos Lake aufgrund erhöhter Nährstoffanreicherung mit einem dichten Phytoplankton-Wuchs.
Das UK Antarctic Place-Names Committee benannte den See 1974 nach Stephen Christopher Amos (* 1946), einem Limnologen des British Antarctic Survey, der von 1972 bis 1973 auf Signy Island u. a. diesen See untersucht hatte.